# Shefqet Muçi
Shefqet Muçi (ur. 15 stycznia 1943 w Himarë) – albański polityk i prawnik, w 1991 minister sprawiedliwości.

## Życiorys
W 1968 ukończył studia prawnicze na wydziale polityczno-prawnym Uniwersytetu Tirańskiego. Po studiach pracował jako sędzia Sądu Okręgowego w Kukësie. W 1970 objął kierownictwo Sądu Okręgowego w Tropoji, a następnie Sądu Okręgowego w Szkodrze. W latach 1982–1989 był sędzią Sądu Najwyższego, a następnie w latach 1990-1991 kierował Sądem Okręgowym w Tiranie. W 1991 objął stanowisko ministra sprawiedliwości w rządzie Ylli Bufiego. Był odpowiedzialny za rozpoczęcie procesu reform systemu prawnego Albanii. Po zakończeniu pracy w ministerstwie przez dziesięć lat pracował jako adwokat w Tiranie, od 2000 pełnił funkcję przewodniczącego Izby Adwokackiej. Od 2002 pracował jako wykładowca stosunków międzynarodowych na prywatnym uniwersytecie Luarasi w Tiranie, w latach 2005-2007 pełnił funkcję prodziekana uczelni.

## Publikacje
- 1985: Transferimi dhe largimi nga puna në RPSSH
- 2023: Në mes të urës rrëfime nga jeta e një gjyqtari